# Roger Craig Smith
Roger Craig Smith est un acteur américain né le 11 août 1975 dans le comté d'Orange en Californie.

## Filmographie

### Cinéma
- 1989 : Patlabor : Gotoh
- 1993 : Patlabor 2 : Capitaine Kiichi Gotoh
- 1996 : The Ringmaster : Mime
- 2004 : Ghost in the Shell 2: Innocence : plusieurs personnages
- 2005 : La Légende de la pierre de Guelel : Temujin
- 2006 : Mission spéciale au pays de la Lune : voix additionnelles
- 2007 : Les Histoires merveilleuses : Vis tes rêves : Prince Phillip
- 2008 : Resident Evil: Degeneration : Curtis Miller
- 2009 : Clochette et la Pierre de lune : Bolt et Stone
- 2009 : Jennifer's Body : voix additionnelles9
- 2010 : Assassin's Creed: Lineage : Ezio Auditore
- 2011 : Assassin's Creed: Embers : Ezio Auditore
- 2012 : Delhi Safari : Bharela et Marela
- 2012 : Road to Ninja : Deidara
- 2012 : Les Mondes de Ralph : Sonic
- 2012 : Dino Time : voix additionnelles
- 2013 : Planes : Ripslinger et autres personnages
- 2014 : Iron Man and Captain America: Heroes United : Captain America
- 2014 : Manly : Eyes No Eyes et autres personnages
- 2014 : The Marvel Experience : Captain America
- 2015 : Batman Unlimited : L'Instinct animal : Batman
- 2015 : Monkey King: Hero Is Back : Pig
- 2015 : Regular Show : Le Film : Jablonski, Frank Smith et le mec du fast food
- 2015 : Clarence Shorts: Big Boy : Belson
- 2015 : UFO gakuen no himitsu : Eisuke
- 2015 : Batman Unlimited : Monstrueuse Pagaille : Batman
- 2015 : Batman: Dark Flight : Batman
- 2015 : Clarence: Percy in Have a Ball : Percy
- 2016 : Batman Unlimited : Machines contre Mutants : Batman
- 2016 : Ginger and Snapper : le philosophe marchant
- 2016 : Clarence: Belson Touch : Belson
- 2017 : Keep Watching : le créateur
- 2017 : Bigfoot Junior : le lapin blanc
- 2017 : Fiksiki: Bolshoy sekret : Grampus
- 2017 : L'Étoile de Noël : le Chamberlain
- 2018 : Batman Ninja : Batman
- 2018 : Uchū no Ho: Reimei-hen : Eisuke
- 2018 : Ralph 2.0 : Sonic
- 2019 : Chao in Space : Sonic
- 2019 : Code Geass: Fukkatsu No Lelouch : Gilbert G.P. Guilford
- 2020 : Superman: Red Son : Batman
- 2020 : Phantom Stranger : Harry et Ted
- 2020 : Un deuil dans la famille : Harry et Ted
- 2020 : Bigfoot Family : Dr Jim Harrison
- 2020 : Joyeux Halloween, Scooby-Doo! : l'autopilote et le parent
- 2021 : Ghost in the Shell: SAC 2045 : John Smith

### Télévision
- 2004-2005 : Monster : Martin Reest et Giebel
- 2004-2005 : Naruto : Idate Morino, Raiga Kurosuki et Dan Kato
- 2005 : Duel Masters : Prince Maurice (26 épisodes)
- 2005-2007 : Eyeshield 21 : Le Yard de vaincre ! : voix additionnelles (106 épisodes)
- 2006 : Zegapain : Kyo Sogoru
- 2006-2008 : Code Geass: Lelouch of the Re;surrection : Gilbert G.P. Guilford (27 épisodes)
- 2006-2012 : Bleach : Shinji Hirako, Noba et Ryusei Kenzaki (69 épisodes)
- 2007 : Celebrity Deathmatch : Tobey Maguire (1 épisode)
- 2007-2016 : Naruto : Deidara, Dan Kato et Bisuke (65 épisodes)
- 2007 : Revisioned: Tomb Raider (2 épisodes)
- 2007 : Nom de code : Kids Next Door : le marie de la sœur de Lizzie (1 épisode)
- 2008 : Stitch ! : Hull et Husk (1 épisode)
- 2008-2009 : Wolverine et les X-Men : Forge, Hellion et Julian Keller (10 épisodes)
- 2009 : Kurokami : Seiji (2 épisodes)
- 2010 : Iron Man : Agent B et Kawashima (4 épisodes)
- 2010-2011 : Robotomy : Tacklebot et Megawatt (5 épisodes)
- 2010-2011 : Marvel Anime : voix additionnelles (7 épisodes)
- 2010-2012 : Avengers : L'Équipe des super-héros : Capitaine Marvel et Phillip Lawson (5 épisodes)
- 2011-2013 : Ça bulle ! : Nigel et Pass (5 épisodes)
- 2011-2017 : Regular Show : Thomas et Briggs (122 épisodes)
- 2011-2022 : La Ligue des justiciers : Nouvelle Génération : Orm et le maître de l'Océan (6 épisodes)
- 2012-2017 : Ultimate Spider-Man : Captain America (11 épisodes)
- 2012-2019 : Avengers Rassemblement : Captain America (107 épisodes)
- 2013 : Princesse Sofia : Luciano (1 épisode)
- 2013 : Lego Marvel Super Heroes: Maximum Overload : Captain America
- 2013 : Les Tortues Ninja : Le Puvlérisateur et le mutant (3 épisodes)
- 2013-2018 : Clarence : Percy, Belson et Dale (72 épisodes)
- 2014 : Marvel Disk Wars: The Avengers : Captain America (27 épisodes)
- 2014-2015 : Hulk et les Agents du S.M.A.S.H. : Captain America (4 épisodes)
- 2014-2016 : Transformers: Rescue Bots : Taylor (3 épisodes)
- 2014-2017 : Sonic Boom : Sonic (87 épisodes)
- 2015 : Batman Unlimited : Batman (10 épisodes)
- 2015 : Lego Marvel Super Heroes : Avengers, tous ensemble ! : Captain America
- 2015-2016 : Pickle and Peanut : voix additionnelles (3 épisodes)
- 2015-2017 : Transformers Robots in Disguise : Mission secrète : Jetstorm, Slipstream et Airazor (28 épisodes)
- 2015-2017 : Trop cool, Scooby-Doo ! : le présentateur, un policier et Dr Buggly (4 épisodes)
- 2015-2021 : Si tu donnes un cookie à une souris : une souris et un squelette (52 épisodes)
- 2016 : Kabaneri of the Iron Fortress : Biba (12 épisodes)
- 2016 : Breadwinners (2 épisodes)
- 2016-2018 : Future-Worm! : Brad, Rad et Sauce Starbolt (10 épisodes)
- 2016-2017 : Oncle Grandpa : Belson, Chet et autres personnages (7 épisodes)
- 2016-2019 : Les Super Nanas : voix additionnelles (33 épisodes)
- 2016-2019 : Collision Course : le narrateur (12 épisodes)
- 2016-2021 : Ben 10 : Diamondhead, Steam Smythe et Forever Knight (54 épisodes)
- 2017 : Billy Dilley en Vacances Souterraines : voix additionnelles (1 épisode)
- 2017 : Penn Zero : Héros à mi-temps : Hideo (1 épisode)
- 2017 : La Ligue des justiciers : Action : M. Miracle (1 épisode)
- 2017-2018 : Les Gardiens de la Galaxie : Captain America, Diviek et le père de Gor Kein (3 épisodes)
- 2017-2018 : Marvel Future Avengers : Captain America (33 épisodes)
- 2017-2019 : Star Butterfly : voix additionnelles (4 épisodes)
- 2017-2020 : Unikitty! : Hawkodile, Richard et Theodore (95 épisodes)
- 2018 : Aggretsuko : Manumaru (2 épisodes)
- 2018 : 44 Chats : Master New (2 épisodes)
- 2018 : Bunnicula : Party Animal (1 épisode)
- 2018-2020 : Planète Harvettes : Pinkeye, Bobby et Billy (30 épisodes)
- 2018-2020 : Spider-Man : Captain America, Douglas et un garde (5 épisodes)
- 2018-2020 : Pomme & Oignon : Hoagie, Ice Cream et Candy Cookie (27 épisodes)
- 2018-2022 : Les Green à Big City : voix additionnelles (15 épisodes)
- 2019 : The Adventures of Rocky and Bullwinkle : Agent Chad (1 épisode)
- 2019 : American Dad! : Guy Fieri (1 épisode)
- 2019 : Love, Death and Robots : Sam (1 épisode)
- 2019 : Critical Role : Whirlypoo (1 épisode)
- 2019 : Carmen Sandiego : le garçon souris (1 épisode)
- 2019-2020 : Aventures en ville Lego : Solomon Fleck (11 épisodes)
- 2019-2020 Les Pérégrinations d'Archibald : Cousin Ashley, Brock et Maire Fowler (16 épisodes)
- 2019-2020 : The Rocketeer : Goose et le dispatcheur de la police (10 épisodes)
- 2019-2020 : Le Destin des Tortues Ninja : Baron Draxum et autres personnages (11 épisodes)
- 2020-2021 : Amphibia : plusieurs personnages (4 épisodes)
- 2020-2022 : Close Enough : voix additionnelles (15 épisodes)
- 2020-2022 : Ghost in the Shell: SAC 2045 : Smith et autres personnages (13 épisodes)
- 2020-2022 : Jurassic World : La Colo du Crétacé : BRAD-X (15 épisodes)
- 2020-2022 : Luz à Osville : voix additionnelles (10 épisodes)
- 2021 : Looney Tunes : Dunk Ellington, Longboy et Machine (2 épisodes)
- 2021 : Archibadl's Next Big Thing Is Here : Cousin Ashley, Brock et Maire Fowler (16 épisodes)
- 2021 : Arcane : Claggor (5 épisodes)
- 2021 : Blade Runner: Black Lotus : Family Man (2 épisodes)
- 2021-2022 : Inside Job : Buzz Aldrin, Johnny Depp et Keanu Reeves (3 épisodes)
- 2021-2022 : Musclor et les Maîtres de l'Univers : Kronis, Général Dolos et Trap Jaw (18 épisodes)
- 2022 : Ultraman : Kotaro (6 épisodes)
- 2022 : Gudetama : Une aventure œuforique : Gudetama (10 épisodes)
- 2024 : Twilight of the Gods : Bjorn (voix - 2 épisodes)